# Peter Knight (Folkmusiker)

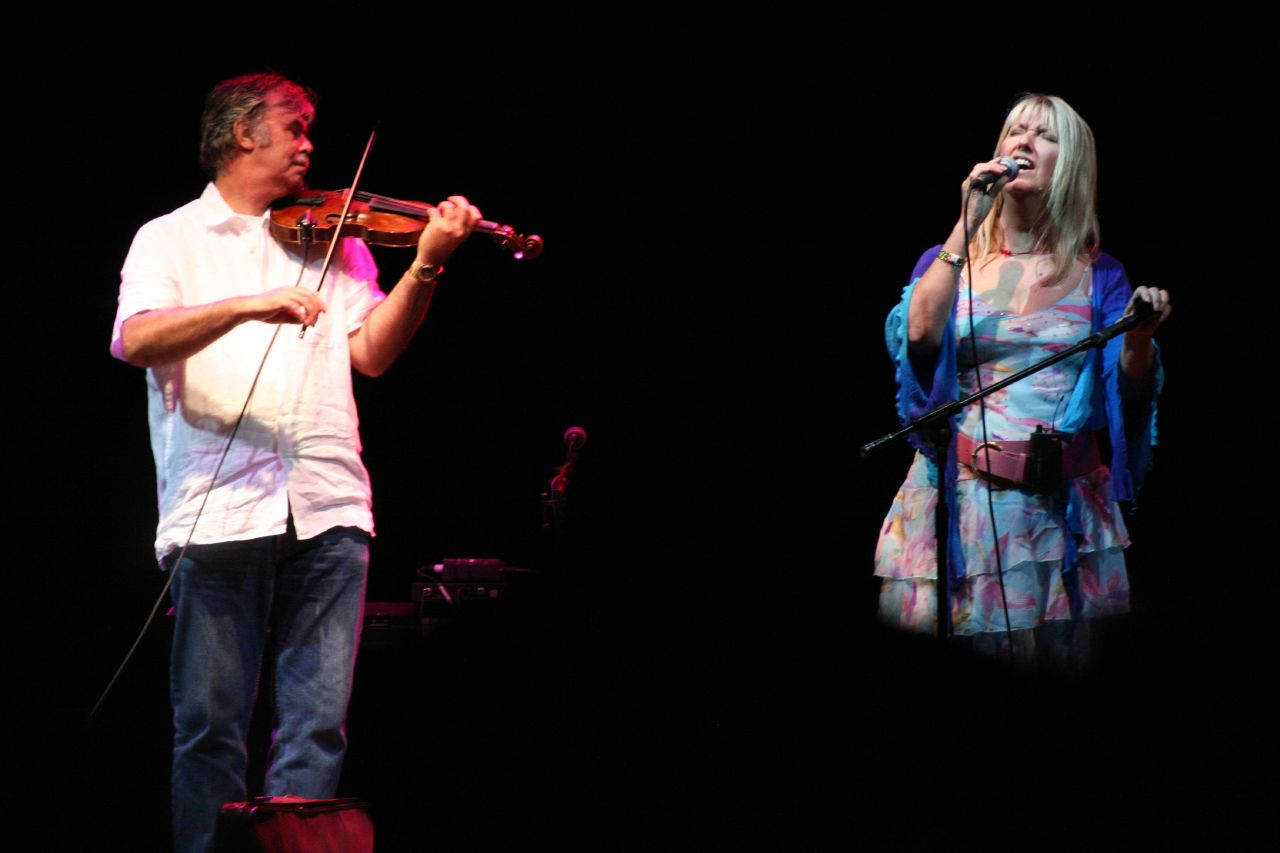
Peter Knight (links) mit Maddy Prior von Steeleye Span auf der Fairport Cropredy Convention 2006

Peter Norman Knight (* 27. Mai 1947 in London) ist ein britischer Geiger, Komponist und Folkmusiker, der Mitglied von Steeleye Span war. Er spielt auch Jazz.

## Leben und Wirken
Knight lernte Violine und Mandoline und studierte 1960 bis 1964  Violine in klassischer Musik  an der Royal Academy of Music. Unter dem Einfluss der Aufnahmen von Michael Coleman wandte er sich irischer Folkmusik zu, trat in Irish Pubs in London auf, teilweise mit dem Gitarristen und Sänger Bob Johnson, der später auch bei Steeleye Span war. Von 1970 bis 2013 gehörte er mit einer Unterbrechung von 1977 bis 1980, wo er wieder mit Johnson zusammenarbeitete, zu Steeleye Span. Ab 2013 nahm er mit seiner Band Gigspanner auf (mit dem Perkussionisten Vincent Salzfaas und Roger Flack auf der elektroakustischen Gitarre), mit der er Fusionmusik aus Folk, Jazz und afrikanischen Rhythmen spielt.
Seine klassischen Einflüsse und speziell Barockmusik machten sich unter anderem in der Aufnahme von Canon by Teleman auf dem Steeleye Span Album Back in Line bemerkbar.
Zu seinen weiteren Projekten gehören:
- in den 1970ern war er insgeheim eines der Mitglieder der Novelty Pop Band The Wombles (die in Kostümen nach den Kinderbüchern von Elisabeth Beresford beim Eurovision Song Contest 1974 auftraten)
- die regelmäßigen Touren von Folk-Geigern in Großbritannien Fest of Fiddlers (ab 2001).
- das Konzeptalbum The King of Elfland's Daughter (1978, Chrysalis) mit Bob Johnson nach der Erzählung von Lord Dunsany. Einer der Songs war von Alexis Korner.
- unter dem Einfluss von Trevor Watts spielte er ab 1978 in dessen Avantgarde-Jazz-Gruppen Moiré Music (Arc 1985) und Moiré Music Sextet (Saalfelden Encore), später im Trevor Watts Drum Orchestra.

Er veröffentlichte mehrere Solo-Alben wie An Ancient Cause (1991) und The Gemini Cadenza (1998), bei denen er sich selbst mit overdubbing mehrfach aufnahm und improvisierte. Mit dem Bassisten Danny Thompson veröffentlichte er 1995 ein gemeinsames Album.
Er wirkt auch als Lehrer und gibt Meisterklassen in den Cotswolds.
2016 erhielt er die Auszeichnungen als Musiker des Jahres von  Folking.com und von Fatea magazine.
Er ist nicht mit dem britischen Arrangeur Peter Knight (1917–1985) zu verwechseln.